# Tito Speri (sommergibile)
Il Tito Speri è stato un sommergibile della Regia Marina.

## Storia
Nel maggio 1933, per la durata di 19 giorni complessivi, compì assieme ai gemelli Goffredo Mameli, Pier Capponi, Giovanni Da Procida una crociera nel Mediterraneo orientale, con tappa a Salonicco, Lero e Rodi ed il contemporaneo svolgimento di esercitazioni di allenamento aeronavale.
Nello stesso periodo svolse anche una crociera in Atlantico per testare le prestazioni delle unità della classe in acque oceaniche.
Nella mattina del 7 dicembre 1935 speronò accidentalmente, nel corso di un'esercitazione nel golfo di Taranto, il sommergibile Marcantonio Bragadin; mentre quest'ultimo quasi si capovolse per l'urto, lo Speri, con una falla a prua, si adagiò sul basso fondale. Dopo circa un giorno fu possibile imbracare il sommergibile e sollevarlo grazie ad alcuni pontoni; alcuni palombari, dopo aver constatato lo stato del sommergibile (emergeva solo l'estremità della poppa), spiegarono la situazione all'equipaggio intrappolato all'interno; dopo aver rimosso il siluro da uno dei tubi poppieri, gli uomini passarono attraverso il tubo e si gettarono in mare. Non ci furono vittime ma solo alcuni feriti leggeri; il sommergibile fu poi rimorchiato a Taranto e riparato.
Nel 1937 prese clandestinamente parte alla guerra di Spagna, con un'uscita di undici giorni durante la quale furono avvistate navi quattro volte ma non fu mai possibile attaccare a causa delle avverse condizioni meteomarine.
Nel giugno 1938 fu impiegato per sperimentare l'apparato «Girosi»: si trattava sostanzialmente di un lanciafiamme che permetteva al sommergibile di incendiare – senza emergere – della nafta in precedenza rilasciata in superficie, in modo da ostruire il transito di passaggi obbligati o imboccature di porti. Lo Speri incendiò con tale strumento della nafta precedentemente espulsa dal gemello Giovanni da Procida nel golfo di Taranto, dimostrando l'efficacia dell'apparecchio (che fu imbarcato su altri 23 sommergibili ma non fu mai impiegato).
Dal giugno 1940 al marzo 1941 lo Speri, in seno alla 31ª Squadriglia Sommergibili, operò con base a Messina dapprima al comando del t.v. Cesare Girosi (l'inventore dell'omonimo apparato) e poi del c.c. Mario Vannutelli; effettuò in tutto 9 missioni offensive, al largo di Alessandria, nel Canale d'Otranto, nei pressi di Corfù e Creta e nel golfo di Taranto.
Nel maggio 1941, essendo i motori seriamente usurati, fu destinato alla Scuola Sommergibili di Pola per la quale svolse, al comando prima del capitano di corvetta Enzo Grossi ed in seguito del capitano di corvetta Rino Erler, 65 missioni addestrative fino al gennaio 1942; fu anche impiegato per il pattugliamento antisommergibile, effettuando quattro missioni di questo tipo nell'Alto Adriatico.
Nel febbraio 1942 iniziò a Taranto lavori di riammodernamento che avrebbero incluso la sostituzione dei motori e l'installazione di nuove apparecchiature; all'armistizio era ancora in cantiere.
Durante la cobelligeranza, dal febbraio 1944 all'agosto 1945, fu impiegato per esercitazioni antisommergibile dagli Alleati: partecipò a 120 uscite con base inizialmente alle Bermuda, poi a Portsmouth, in seguito a Casco Bay ed in ultimo a Guantanamo.
Nell'arco dei circa 18 mesi di permanenza in quelle acque effettuerà ben 120 uscite: quando si trattava di operazioni particolarmente complesse, con gruppi operativi numerosi, la missione poteva durare da sette a dieci giorni e coinvolgeva una piccola task force costituita da una portaerei e dalla sua scorta che generalmente era composta da 8 navi di cui quattro costituivano lo schermo protettivo a largo raggio e le altre la protezione ravvicinata. L'unità per il suo ecomiabile impegno ricevette anche i complimenti dell'ammiraglio statunitense Ernest J. King.
Fu demolito nel dopoguerra.